# Großsteingrab Retzow (Malchin)
Das Großsteingrab Retzow war eine megalithische Grabanlage der jungsteinzeitlichen Trichterbecherkultur bei Retzow, einem Ortsteil von Malchin im Landkreis Mecklenburgische Seenplatte (Mecklenburg-Vorpommern). Es wurde wohl im frühen 20. Jahrhundert zerstört. Robert Beltz erwähnte es 1899 noch als erhalten. Es stand auf einem Hügel und besaß in den 1890er Jahren noch zahlreiche Steine. Über Ausrichtung, Maße und Grabtyp liegen keine näheren Informationen vor.